# Law
Law är en ort i Storbritannien. Den är belägen i South Lanarkshire i Skottland, 500 km nordväst om huvudstaden London. Law ligger 170 meter över havet och antalet invånare är 2 994.
Runt Law är det tätbefolkat, med 266 invånare per kvadratkilometer. Närmaste större samhälle är Wishaw, 2 km nordväst om Law. Trakten runt Law består i huvudsak av gräsmarker.
Kustklimat råder i trakten. Årsmedeltemperaturen i trakten är 5 °C. Den varmaste månaden är augusti, då medeltemperaturen är 13 °C, och den kallaste är december, med −3 °C.